# Spomenik Ilinden
Spomenik Ilinden, poznat i pod imenom Makedonium, je monumentalno zdanje u gradu Kruševu u Sjevernoj Makedoniji. 
Svečano je otvoren 2. kolovoza 1974. godine, na 30. godišnjicu Drugog zasedanja ASNOM-a i 71. godišnjicu Ilindenskog ustanka. Autori spomenika su kipar Jordan Grabuloski, arhitektica Iskra Grabuloska i slikar Borko Lazeski (vitraji u spomeniku).
Posvećen je svim borcima i revolucionarima Ilindenskog ustanka 1903. godine, kao i borcima-partizanima Narodnooslobodilačke borbe Makedonije od 1941. do 1944. godine.
Spomenik se prostire na 12 hektara, a ima oblik okrugle kupole s ovalnim prozorima. Gornji prozori su izrađeni od vitraja. Unutar kupole nalazi se grob Nikole Kareva, predsjednika Kruševske Republike, i bista pjevača Toše Proeskog. Pogled iz unutrašnjosti kupole puca s četiri prozora od kojih je svaki gleda prema jednoj strani svijeta, odnosno lokaciji povezanoj s događajima Ilindenske epopeje: spomenik „Sliva“, „Mečkin kamen“ i Pelagonija.
Spomen-kompleks osim središnjega spomenika čine i plato sa skulpturama „Raskinuti lanci“, koje simboliziraju slobodu izborenu u oslobodilačkim ratovima; na plato se nadovezuje kripta s ispisanim najznačajnijim imenima i događajima vezanima uz razdoblje prije, za vrijeme i poslije Ilindenskog ustanka; u produžetku nakon kripte dolazi se do amfiteatra ukrašenog raznobojnim mozaicima pred kojim se prostire pogled na „Makedonium“.